# Вільгельм Шварц
Вільгельм Шварц (нім. Wilhelm Schwartz) — німецький льотчик-ас, лейтенант Імперської армії.

## Біографія
Учасник Першої світової війни, з листопада 1917 року служив у 20-й винищувальній ескадрильї. 22 січня 1918 року переведений у 43-тю винищувальну ескадрилью. 1 лютого 1918 року призначений командиром 69-ї, з 1 травня — 13-ї винищувальної ескадрильї, якою командував до 15 червня, коли зазнав поранення під час атаки на аеростат. Одужавши, 18 жовтня 1918 року Шварц прийняв командування 73-ю винищувальною ескадрильєю.
До кінця війни здобув 8 перемог у чотирьох різних ескадрильях. Ще 2 перемоги залишились непідтвердженими, оскільки льотчики здійснили вимушену посадку на своїй території.

## Нагороди
- Залізний хрест 2-го і 1-го класу